# Beauficel-en-Lyons
Beauficel-en-Lyons és un municipi francès situat al departament de l'Eure i a la regió de Normandia. L'any 2007 tenia 171 habitants.

## Demografia

### Població
El 2007 la població de fet de Beauficel-en-Lyons era de 171 persones. Hi havia 76 famílies, de les quals 20 eren unipersonals (4 homes vivint sols i 16 dones vivint soles), 32 parelles sense fills i 24 parelles amb fills.
La població ha evolucionat segons el següent gràfic:
Habitants censats

### Habitatges
El 2007 hi havia 131 habitatges, 77 eren l'habitatge principal de la família, 47 eren segones residències i 7 estaven desocupats. Tots els 131 habitatges eren cases. Dels 77 habitatges principals, 70 estaven ocupats pels seus propietaris, 5 estaven llogats i ocupats pels llogaters i 2 estaven cedits a títol gratuït; 5 tenien dues cambres, 11 en tenien tres, 16 en tenien quatre i 45 en tenien cinc o més. 59 habitatges disposaven pel capbaix d'una plaça de pàrquing. A 34 habitatges hi havia un automòbil i a 37 n'hi havia dos o més.

### Piràmide de població
La piràmide de població per edats i sexe el 2009 era:
| Homes | Edats   | Dones |
| ----- | ------- | ----- |
| 0     | 95 o +  | 0     |
| 0     | 90 a 94 | 4     |
| 0     | 85 a 89 | 0     |
| 0     | 80 a 84 | 4     |
| 0     | 75 a 79 | 8     |
| 12    | 70 a 74 | 8     |
| 0     | 65 a 69 | 4     |
| 4     | 60 a 64 | 0     |
| 0     | 55 a 59 | 8     |
| 24    | 50 a 54 | 12    |
| 4     | 45 a 49 | 8     |
| 0     | 40 a 44 | 0     |
| 12    | 35 a 39 | 8     |
| 4     | 30 a 34 | 4     |
| 4     | 25 a 29 | 8     |
| 8     | 20 a 24 | 8     |
| 0     | 15 a 19 | 0     |
| 4     | 10 a 14 | 8     |
| 8     | 5 a 9   | 12    |
| 8     | 0 a 4   | 0     |

## Economia
El 2007 la població en edat de treballar era de 115 persones, 77 eren actives i 38 eren inactives. De les 77 persones actives 70 estaven ocupades (39 homes i 31 dones) i 7 estaven aturades (4 homes i 3 dones). De les 38 persones inactives 21 estaven jubilades, 7 estaven estudiant i 10 estaven classificades com a «altres inactius».

### Ingressos
El 2009 a Beauficel-en-Lyons hi havia 80 unitats fiscals que integraven 176 persones, la mediana anual d'ingressos fiscals per persona era de 19.564 €.

### Activitats econòmiques
Dels 5 establiments que hi havia el 2007, 1 era d'una empresa de construcció, 2 d'empreses de comerç i reparació d'automòbils, 1 d'una empresa de serveis i 1 d'una entitat de l'administració pública.
L'únic servei als particulars que hi havia el 2009 era una lampisteria.
L'any 2000 a Beauficel-en-Lyons hi havia 11 explotacions agrícoles que ocupaven un total de 450 hectàrees.

## Poblacions més properes
El següent diagrama mostra les poblacions més properes.